# For4ears
for4ears is een onafhankelijk Zwitsers platenlabel dat zich richt op het uitbrengen van experimentele muziek en elektro-akoestische muziek. Het werd in 1990 opgericht door Günter Müller en is gevestigd in Lupsingen. Sinds de oprichting heeft het label ruim zeventig platen uitgebracht (2011), onder meer van Müller zelf, Jim O'Rourke, Martin Schütz, Alfred Harth, Keith Rowe, Christian Marclay, Paul Lovens, Phil Wachsmann, Thomas Lehn, Otomo Yoshihide, Joëlle Léandre, Taku Sugimoto, Sachiko M, Oren Ambarchi en Richard Teitelbaum.